# 성 시메온 신 신학자
성 시메온 신 신학자(그리스어: Άγιος Συμεών ο Νέος Θεολόγος; 949–1022)은 동방 정교회 수도자이자 시인으로서 성 요한 사도, 성 그리고리오스 나지안조스, 예루살렘의 성 이시히오스 사제와 함께 "신학자"라는 칭호를 받은 동방 정교회의 네 명의 성인 중 한 사람이다. "신학자"는 신학의 현대의 학문적인 신학의 의미에서 시메온에게 적용되지 않는다. "신학자"는 하느님을 보는 것에 대한 직접적인 경험에서 말하는 사람을 인정하기 위한 칭호였다. 시메온의 주된 가르침 중 하나는 인간이 테오리아(문자적으로 "관상", 하느님에 대한 직접적인 경험)를 경험할 수 있고 경험해야 한다는 것이었다.
시메온은 동로마 제국의 귀족 집안에서 태어나 전통적인 교육을 받았다. 14세의 나이에 시메온은 콘스탄티노폴리스 스투디오스 수도원의 명망높은 수도자 시메온을 만났는데, 그의 지도 아래에서 시메온이 자신의 삶을 기도와 금욕주의에 헌신하도록 설득했다. 서른이 다 되어서 시메온 신 신학자는 성 마마스 수도원의 수도원장이 되었으며, 25년 동안 그 직책을 맡았다. 시메온은 성덕에 대한 명성으로 많은 수도자와 성직자들을 매료시켰지만, 그의 가르침으로 인해 교회 당국과 갈등을 빚게 되었고 결국 교회는 그를 유배지로 보내기도 했었다. 시메온의 가장 잘 알려진 제자는 "시메온의 생애"를 저술한 니키타스 스티타토스였다.
시메온은 자신의 신비적인 경험을 자유롭게 공유한 최초의 동방 기독교 신비주의자로 인정받고 있다. 그의 저술 중 일부는 초기 기독교 신비주의자들이 저술한 관상 기도와 헤시카즘 가르침에 관한 문헌 모음집인 필로칼리아에 포함되어 있다. 시메온은 하느님의 은혜를 직접 경험하는 것의 중요성에 관하여 빈번히 글을 쓰고 이야기했으며, 자주 하느님에 대한 자신의 경험을 신성한 빛으로 이야기했다. 그의 글에서 흔히 볼 수 있는 또 다른 주제는 영적 아버지의 지도를 받는 것의 필요성이었다. 시메온의 많은 가르침의 권위는 사막의 교부들, 초기 기독교 수도자들과 금욕주의자들의 전통에서 비롯되었다. 시메온의 저작들은 "신성한 사랑 찬송", "윤리적 담론" 및 "교리교육 담론"을 포함한다.

## 같이 보기
- 동방 기독교 수도주의
- 니프시스
- 테오시스